# Мария Папазова
Мария Петрова Папазова е български лекар, физиолог, член-кореспондент на БАН (1984).

## Биография
Родена е на 3 юни 1925 г. в бургаското село Граматиково. През 1950 г. завършва медицина в Медицинския университет в София. От 1954 г. е кандидат на науките (доктор), а от 1971 г. доктор на медицинските науки. Специализирала е в АН в Берлин (1960 – 1961) и в Илинойския университет Урбана-Шампейн (1967). През 1954 г. става научен сътрудник, а от 1960 г. е старши научен сътрудник II ст. През 1973 г. става старши научен сътрудник I ст. През 1963 г. става заместник-директор на Института по физиология и негов директор от 1989 до 1993 г. Била е председател на Специализирания научен съвет по физиология, патофизиология и фармакология към Висшата атестационна комисия. В периода 1971 – 1981 г. води лекции в Медицинския университет. Умира на 6 октомври 2009 г.
Носител е на орден „Кирил и Методий“ I ст. (1970), „И. П. Павлов“ (1973), орден „Червено знаме на труда“ (1975), орден „Народна република България“ (1985), почетен знак от БАН „Марин Дринов“ (2005).